# Francisco Muñoz-Bezanilla
Francisco Muñoz Bezanilla de La Puente (Santiago; 2 de abril de 1841-Lima; 22 de febrero de 1882) militar chileno, comandante del regimiento de Regimiento Granaderos a Caballo durante la Guerra del Pacífico.
Fue hijo de Francisco Muñoz Bezanilla y de María de La Puente. Tuvo desde pequeño aptitudes militares, escapando del liceo para ver a los soldados. Hizo sus estudios de humanidades en el colegio de don Anselmo Harbin.
Muerto su padre en 1852, su madre le consiguió una beca para la Academia Militar, hizo carrera militar allí y en 1856 se incorporó al ejército, pasando en calidad de alférez del regimiento de Granaderos a Caballo a la frontera de Arauco. En 1859 hizo campaña en la Araucanía. En 1865 emprendió campaña en el litoral del norte, con motivo de la guerra contra España. Se encontró en el Combate de Calderilla, en las filas del 2.º de Línea. Entre 1867 y 1868, concurrió a la campaña de pacificación de la Araucanía y fue uno de los fundadores de Angol y Mulchén. Obtuvo en su lucha en la frontera el grado de teniente coronel efectivo en 1879, mismo año que estalló la guerra del Pacífico de Chile contra Perú y Bolivia.

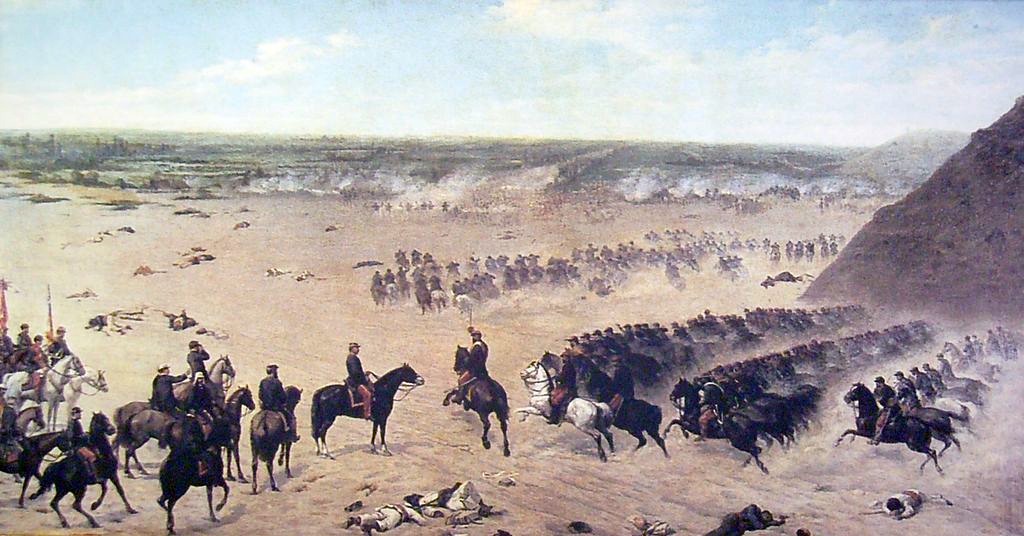
Carga de los Granaderos en la Batalla de Chorrillos

Participó desde octubre de ese año de las batallas de la guerra con sus granaderos. Marchó con Patricio Lynch dos veces, de Arica a Paita y de Lurín a Lima. Acompañó a Amunátegui a Ica, y cargó en Tacna y San Juan. En medio de la última batalla recibió el mando de su cuerpo de manos de su jefe moribundo. Asistió a la batalla de Tacna y a las batallas de San Juan y Miraflores. En Lima desempeñó el puesto de jefe de Estado Mayor del ejército de ocupación desde el 1 de agosto al 30 de noviembre de 1881, en que le reemplazó, el coronel don José Francisco Gana. El comandante del regimiento de Granaderos fue promovido a coronel graduado el 31 de mayo de 1881.
Debido a una de sus cargas en la quebrada de Canta cuando acompañaba a Lynch, el clima y las lluvias constantes lo hicieron enfermar, falleciendo en Lima el 22 de febrero de 1882.